# Tobias Sippel
Tobias Sippel (ur. 22 marca 1988 w Bad Dürkheim) – niemiecki piłkarz grający na pozycji bramkarza. Od 2015 występuje w drużynie Borussia Mönchengladbach, w Bundeslidze.
W latach 1993–1998 występował w barwach SV 1911 Bad Dürkheim. Od 1998 roku w drużynie z Kaiserslautern. W seniorskiej karierze rozegrał 48 spotkań. Raz wystąpił w drużynie narodowej Niemiec U-21.